# Fossanova San Marco
Fossanova San Marco è una frazione di Ferrara di 663 abitanti, facente parte della Circoscrizione 2.
Il toponimo latino "fossa" sta ad indicare un fiume, in questo caso il Po di Primaro, dove in paese si sviluppa lungo il suo argine sinistro.
Si hanno notizie del borgo già dagli Statuti Ferraresi del 1287, anche se l'origine del paese è documentata al 1143.
Dista da Ferrara 6,5 km e si sviluppa tra Torre Fossa e Fossanova San Biagio (con cui è unita dal ponte Melica).

## Monumenti e luoghi d'interesse
- Chiesa di San Marco Evangelista. Più volte rifatta, nel 1740 assunse un aspetto barocco.
- Villa Buzzoni-Piacentini.